# Ponte Serrada
Ponte Serrada es un municipio brasileño del estado de Santa Catarina. Tiene una población estimada al 2022 de 10 649 habitantes.

## Toponimia
Del portugès para "Puente aserrado", fue el nombre dado al lugar por los primeros pobladores quienes construyeron un puente con estas características. Anteriormente, la localidad era conocida como Pouso dos Tropeiros.

## Historia
La colonización del territorio comenzó en 1917 con la llegada de colonos de origen italiano provenientes de Río Grande del Sur.
Con la llegada de la empresa colonizadora Ângelo de Carli e Irmãos en 1924, contribuyó al desarrollo de la comunidad. Se creó como distrito de Cruzeiro, hoy Joaçaba, ese mismo año. Se emancipó como municipio el 21 de junio de 1958.